# NGC 3480
NGC 3480 este o galaxie situată în constelația . A fost descoperită în  de către .